# هانا برویر
هانا برویر (انگلیسی: Hannah Brewer؛ زادهٔ ۱۶ آوریل ۱۹۹۳) بازیکن فوتبال اهل استرالیا است.
از باشگاه‌هایی که در آن بازی کرده‌است می‌توان به باشگاه فوتبال زنان سیاتل ساندرز اشاره کرد.
وی همچنین در تیم‌های ملی فوتبال Australia women's national under-17 soccer team و زنان استرالیا بازی کرده‌است.